# ماریو چکی گوری
ماریو چکی گوری (انگلیسی: Mario Cecchi Gori؛ ‏ ۲۱ مارس ۱۹۲۰ – ۵ نوامبر ۱۹۹۳) تهیه‌کننده فیلم اهل ایتالیا بود. 

## فیلم‌شناسی
- فروشگاه بزرگ
- راز
- کورلئونه
- گنجشک
- تعطیلات در آمریکا
- اعتراض عمومی
- طلاق
- اسکی مارپیچ
- ایل پوستینو: پستچی
- امشب در منزل آلیس
- هم‌کلاسی‌ها
- دوشیزه‌ای برای شاهزاده
- تعطیلات آخر هفته، به سبک ایتالیایی
- لعنت به روزی که تو را ملاقات کردم
- راه حل سوم
- یک کارآگاه